# Canville-les-Deux-Églises

Canville-les-Deux-Églises este o comună în departamentul Seine-Maritime, Franța. În 1 ianuarie 2022 avea o populație de 307 de locuitori.